# Imre Katona
Imre Katona (* 8. Oktober 1921 in Túrkeve, Komitat Jász-Nagykun-Szolnok; † 2005) war ein ungarischer Politiker der Ungarischen Sozialistischen Arbeiterpartei MSZMP (Magyar Szocialista Munkáspárt), der unter anderem von 1974 bis 1978 Erster Sekretär des MSZMP-Parteikomitees von Budapest sowie zwischen 1978 und 1989 Sekretär des kollektiven Staatspräsidiums war.

## Leben
Katona, Sohn eines Schuhmachers, war nach dem Besuch der Grundschule zunächst Kaufmannsgehilfe und arbeitete danach selbst als Schuhmachergeselle. 1940 nahm er eine Tätigkeit in einer Drogerie auf und war zwischen 1941 und 1942 als Heizer in der Textilfabrik FILTEX beschäftigt. Anschließend wurde er während des Zweiten Weltkrieges zum Militärdienst eingezogen und geriet 1945 in US-amerikanische Kriegsgefangenschaft, aus der er 1946 entlassen wurde. Nach seiner Rückkehr trat er der Sozialdemokratischen Partei Ungarns MSZDP (Magyarországi Szociáldemokrata Párt) bei und war danach Arbeiter in der Textilfabrik Goldberger, die dem am 5. Mai 1945 im KZ Mauthausen umgekommenen jüdischen Industriellen Leó Goldberger gehörte. Daneben besuchte er das Abendgymnasium und trat im März 1948 der Ungarischen Kommunistischen Partei MKP (Magyar Kommunista Párt) als Mitglied bei. In der Folgezeit wurde er Parteisekretär im III. Budapester Bezirk (Óbuda) und war dort anschließend von 1949 bis 1950 im Bezirksparteikomitee für Agitation und Propaganda zuständig. Im Anschluss wurde er im Februar 1950 Mitarbeiter in der Zentrale der Ungarisch-Sowjetischen Gesellschaft (Magyar-Szovjet Társaság), in der er 1953 erst stellvertretender Leiter sowie zuletzt Leiter einer Abteilung war. Während dieser Zeit absolvierte er zwischen 1952 und 1954 ein Studium am Marx-Engels-Lenin-Institut in Moskau. Ein Studium an der Fakultät für Geisteswissenschaften der Eötvös-Loránd-Universität (ELTE) schloss er mit einem Diplom ab.
Nach dem Volksaufstand war Katona von November 1956 bis Mai 1957 Kommandeur des Revolutionsregiment von Buda und wurde danach im Mai 1957 Mitarbeiter des MSZMP-Parteikomitees von Budapest, in dem er 1961 Abteilungsleiter wurde. Im Anschluss war er zwischen März 1963 und 1965 Erster Sekretär des Parteikomitees des VI. Budapester Bezirks (Terézváros) und daraufhin von 1965 bis zum 20. März 1974 Sekretär des Parteikomitees von Budapest. Auf dem IX. Parteikongress der MSZMP wurde er am 3. Dezember 1966 ferner zum Mitglied des Zentralkomitees (ZK) gewählt und gehörte diesem bis Oktober 1989 an. Am 20. März 1974 wurde er schließlich Erster Sekretär des MSZMP-Parteikomitees von Budapest und bekleidete diese Funktion als Parteichef der Hauptstadt bis zum 21. April 1978.
Daneben wurde Katona am 15. Juni 1975 zum Abgeordneten in das Ungarische Parlament (Országgyűlés) gewählt und gehörte diesem bis 1989 an. Gleichzeitig wurde er im Juni 1975 zunächst Mitglied des kollektiven Staatspräsidiums (Népköztársaság Elnöki Tanácsa) und im Anschluss im April 1978 Nachfolger von Lajos Cseterki als Sekretär des kollektiven Staatspräsidiums. Dieses Amt übte er bis 1989 aus.